# Joan Sallarès i Marra
Joan Sallarès i Marra (Sabadell, 1809 - 29 d'abril de 1883) fou un industrial tèxtil i polític català. Va ser diputat provincial i alcalde de Sabadell.

## Biografia
Era fill de Joan Sallarès Castellet, sastre oriünd de Vacarisses. Sallarès i Marra fou un prestigiós industrial, fervorós defensor de les doctrines proteccionistes. El 1830, la Reial Audiència de Barcelona el va elegir alcalde de Sabadell. Va ser el suplent del primer jutge municipal que hi va haver a la ciutat. També presidí el Gremi de Fabricants de 1868 a 1882. Va ser un dels dotze fundadors de l'Institut Industrial de Sabadell, com també ho fou del Banc de Sabadell.
El 1829 va escriure el Llibre de diferents notes per l'ús de Joan Sallarés, un manuscrit sobre tintura de teixits, que es conserva a l'Arxiu Històric de Sabadell. Sallarès i Marra era el besavi matern de l'escriptor sabadellenc Joan Oliver, Pere Quart.
L'any 1884 el consistori li va dedicar un carrer a l'Eixample.